# Overdrive (meccanica)

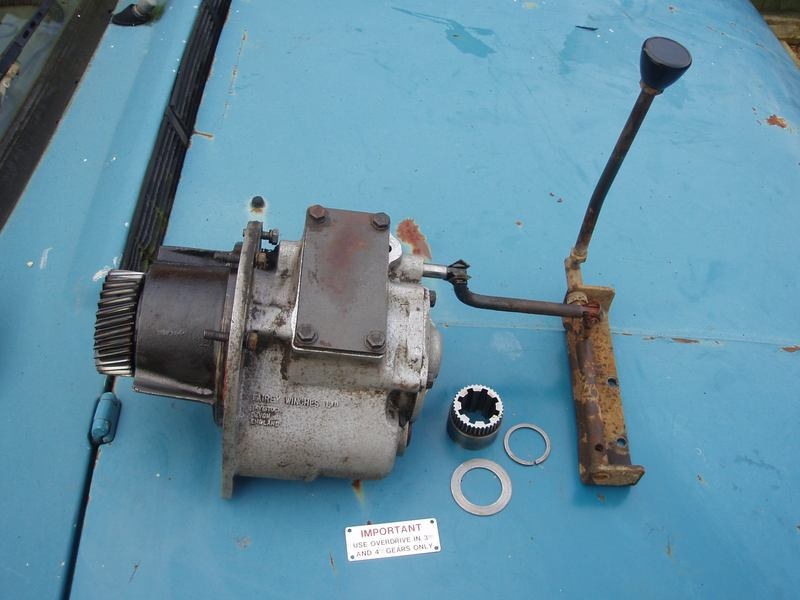
Overdrive

L'overdrive è un sistema meccanico collegato al cambio di un'autovettura che incrementa il rapporto di trasmissione. Solitamente è formato da ingranaggi, una frizione e un motore elettrico.

## Funzione
Permette a un'automobile di viaggiare ad alta velocità, riducendo i giri del motore e portando a un risparmio di carburante (permettendo al motore di funzionare nella zona di maggiore efficienza energetica di carico e regime), a una minore rumorosità e a un'inferiore usura delle parti in movimento.
Il principio base per la scelta di un rapporto di trasmissione (o meglio, la combinazione di cambio e coppia di riduzione finale al differenziale), è che la velocità massima della vettura venga raggiunta nella marcia più alta col motore ad un numero di giri corrispondente alla potenza massima.
Se si definisce la taglia del motore e quindi è nota la sua potenza, è possibile calcolare (ad esempio mediante i dati ottenuti con prove in galleria del vento) quale sarà la velocità massima raggiungibile dalla vettura con quella potenza, ovvero quando la potenza necessaria per sviluppare una certa velocità coincide con la potenza massima disponibile. Fissata quindi la velocità massima, e supponendo note le dimensioni delle ruote, è possibile determinare il loro numero di giri alla velocità massima, e se è noto anche il numero di giri di potenza massima del motore, è immediato calcolare il rapporto totale di riduzione nella marcia più lunga. Se il costruttore ha già disponibili dei modelli di cambio progettati per quel motore, non dovrà fare altro che selezionare un rapporto di riduzione finale al differenziale idoneo per quello specifico veicolo.
Tuttavia, mentre la potenza disponibile del motore (supponendo di avere la piena apertura del gas) cresce più o meno linearmente col numero di giri, e di conseguenza con la velocità (almeno fino al regime di massima potenza), la potenza realmente necessaria per mantenere una certa velocità ha un andamento parabolico rispetto alla velocità stessa, di conseguenza a velocità anche di poco inferiori alla velocità massima, come ad esempio la crociera autostradale, il motore si trova ad un numero di giri inutilmente più elevato del necessario, e di conseguenza è necessario mantenere il gas poco aperto per mantenere quella velocità. Questa è una condizione di lavoro del motore che comporta uno scarso rendimento, elevata rumorosità ed usura del motore stesso.
Un rapporto più lungo di quello ottimale dal punto di vista della velocità massima, consente invece di abbassare il numero di giri del motore e, per mantenere la stessa potenza, aprire maggiormente il gas per farlo lavorare a carico moderato o comunque intermedio. Operando nei pressi del regime di coppia massima, ne beneficiano i consumi, oltre che rumorosità e usura del motore.
Questo rapporto prende il nome di "overdrive" sia perché appunto è più lungo del rapporto necessario a ottenere la velocità massima, sia perché storicamente i cambi delle auto con motore longitudinale e trazione posteriore, avendo gli alberi di entrata ed uscita coassiali, per ragioni di efficienza meccanica avevano il rapporto più lungo che non passava tramite ingranaggi attraverso l'albero ausiliario, ma accoppiava col sincronizzatore direttamente le estremità degli alberi di ingresso ed uscita con rapporto del solo cambio di 1:1 (di solito tramite il sistema della presa diretta), di conseguenza un rapporto ancora più lungo permetteva di oltrepassare il rapporto di trasmissione unitario.

Il dispositivo dell'overdrive era inizialmente separato dal cambio e dotato di un comando a sé per il funzionamento, che permetteva di passare da un rapporto in presa diretta ad uno in leggera moltiplica di giri. Qualora il cambio venga progettato per funzionare assieme all'overdrive, è possibile raddoppiare le marce e inserire l'overdrive per ottenere una marcia intermedia prima di passare al rapporto superiore.

## Evoluzione
Tale sistema non viene più utilizzato sugli autoveicoli, sostituito da una marcia aggiuntiva al cambio (sempre chiamata "overdrive" o a volte chiamata "di riposo") la quale, per via del suo rapporto di trasmissione, non permette al motore di sfruttare appieno la marcia (cioè di raggiungere la sua velocità massima) per via dell'elevato attrito del mezzo che si genera con la viscosità dell'aria all'aumento della velocità rispetto alla potenza del motore (che essendo in una marcia più lunga aumenta la sua potenza coi giri più lentamente) ma in modo del tutto analogo replica i benefici dell'overdrive, riducendo i consumi, usura del motore e rumore.
Questo fa sì che oltre a ridurre il numero di parti lungo la trasmissione, aumentandone quindi l'affidabilità, si riducono anche il numero di passaggi e zone d'attrito, migliorandone così l'efficienza energetica, di contro si perde la possibilità di allungamento con le marce intermedie.